# Saison 12 d'American Horror Story
Chronologie
Saison 11 : NYC Saison 13
Cet article présente la douzième saison de la série horrifique American Horror Story : Delicate.
La saison est basée sur le roman Delicate Condition de Danielle Rollins (en), qui écrit également sous le nom de Danielle Valentine, paru en août 2023. Elle marque le retour de certains acteurs habitués de la série, tels qu'Emma Roberts, Denis O'Hare, Billie Lourd, Leslie Grossman et Zachary Quinto, tandis que Matt Czuchry, Cara Delevingne, Michaela Jaé Rodriguez, Maaz Ali et Kim Kardashian, dont il est question de son premier rôle à la télévision, intègrent pour la première fois la série.
Alors que l'année 2023 est marquée par les grèves de la Writers Guild of America et de la SAG-AFTRA, la saison est diffusée en deux parties. Contrairement à la saison 10, l'histoire et la distribution restent les mêmes, mais la diffusion a lieu en deux fois : la première partie, constituée de cinq épisodes, est diffusée à partir du 20 septembre 2023 jusqu'au 18 octobre. La seconde partie est diffusée à partir du 3 avril 2024 jusqu'au 24 avril.

## Distribution

### Acteurs principaux
- Emma Roberts (VF : Marie Facundo) : Anna Victoria Alcott
- Matt Czuchry (VF : Marc Arnaud) : Dexter « Dex » Harding Jr.
- Kim Kardashian (VF : Aurélie Konaté) : Siobhan Corbyn
- Annabelle Dexter-Jones (VF : Audrey Sourdive) : 
  - Sonia Shawcross
  - Adeline Harding
- Michaela Jaé Rodriguez (VF : Fily Keita) : Nicolette Smith
- Denis O'Hare (VF : Nicolas Marié) : Dr Andrew Hill
- Cara Delevingne (VF : Marie Tirmont) : Ivy Ehrenreich
- Julie White (VF : Marie-Martine (actrice)) : Mme Mavis Preecher
- Maaz Ali (VF : Nicolas Duquenoy) : Kamal Aman

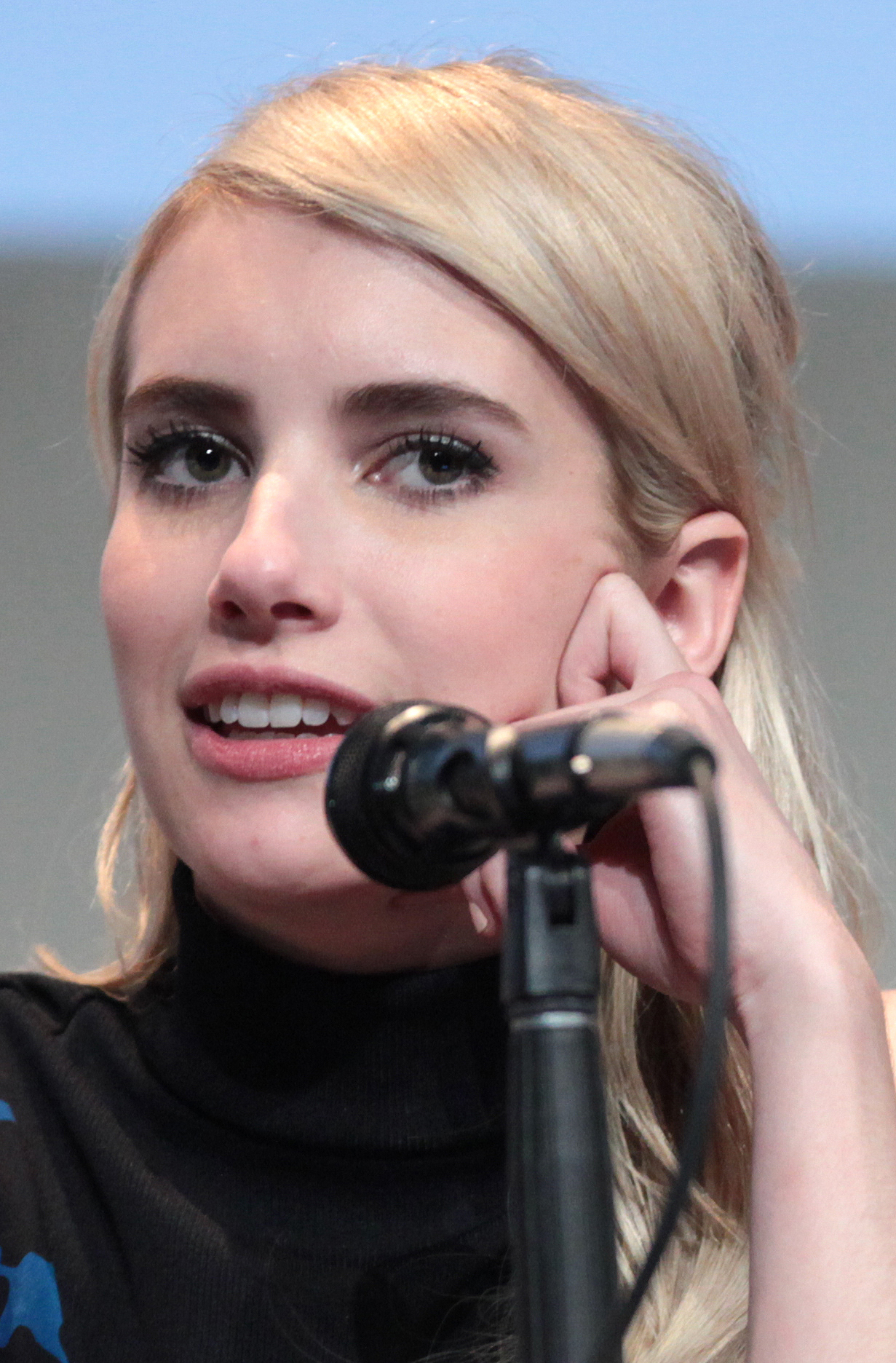
Emma Roberts dans le rôle d'Anna Victoria Alcott
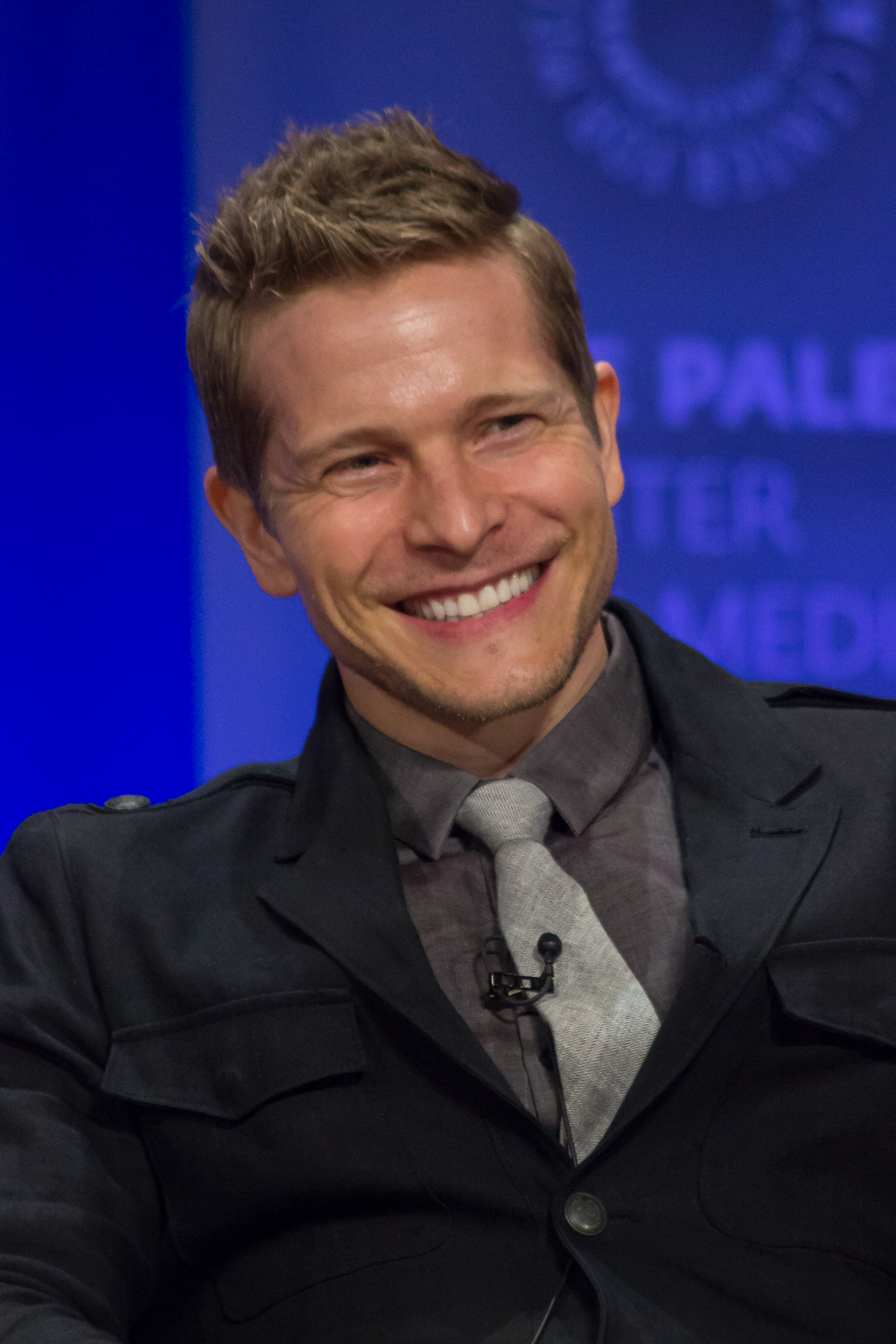
Matt Czuchry dans le rôle de Dexter Harding Jr.
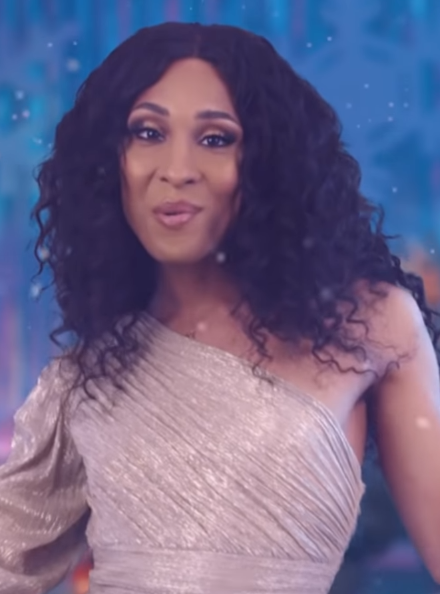
Michaela Jaé Rodriguez dans le rôle de Nicolette Smith
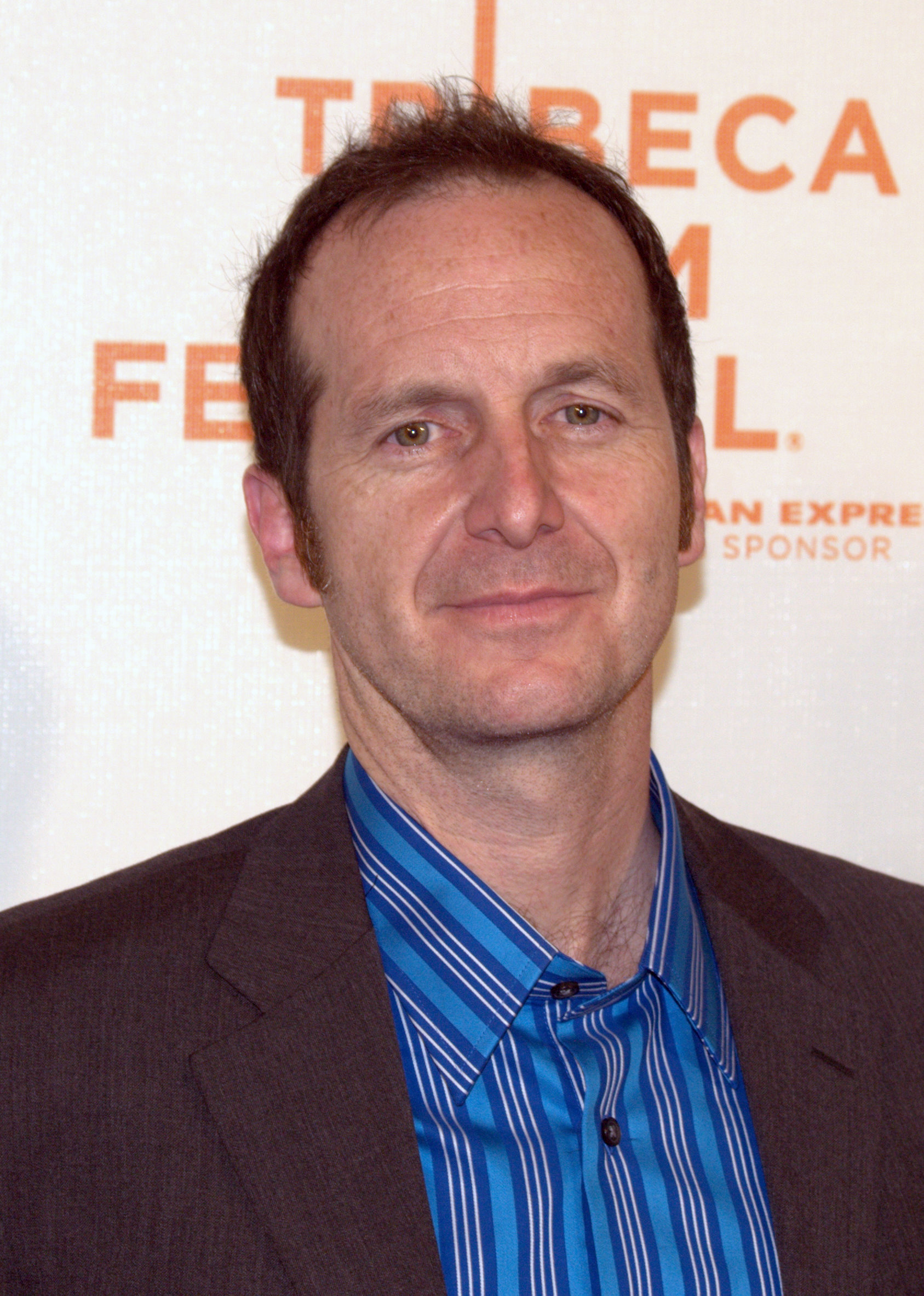
Denis O'Hare dans le rôle d'Andrew Hill
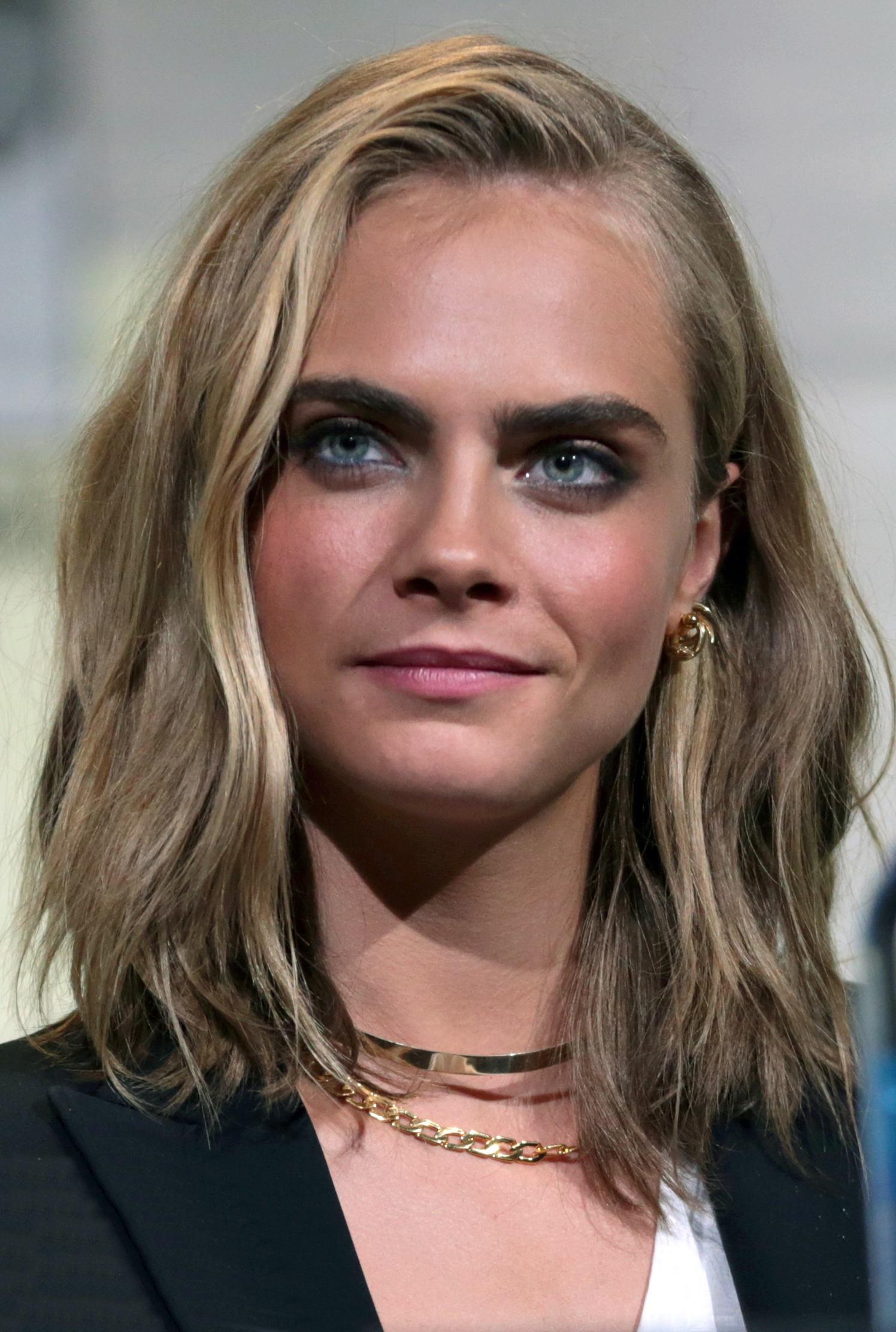
Cara Delevingne dans le rôle d'Ivy Ehrenreich
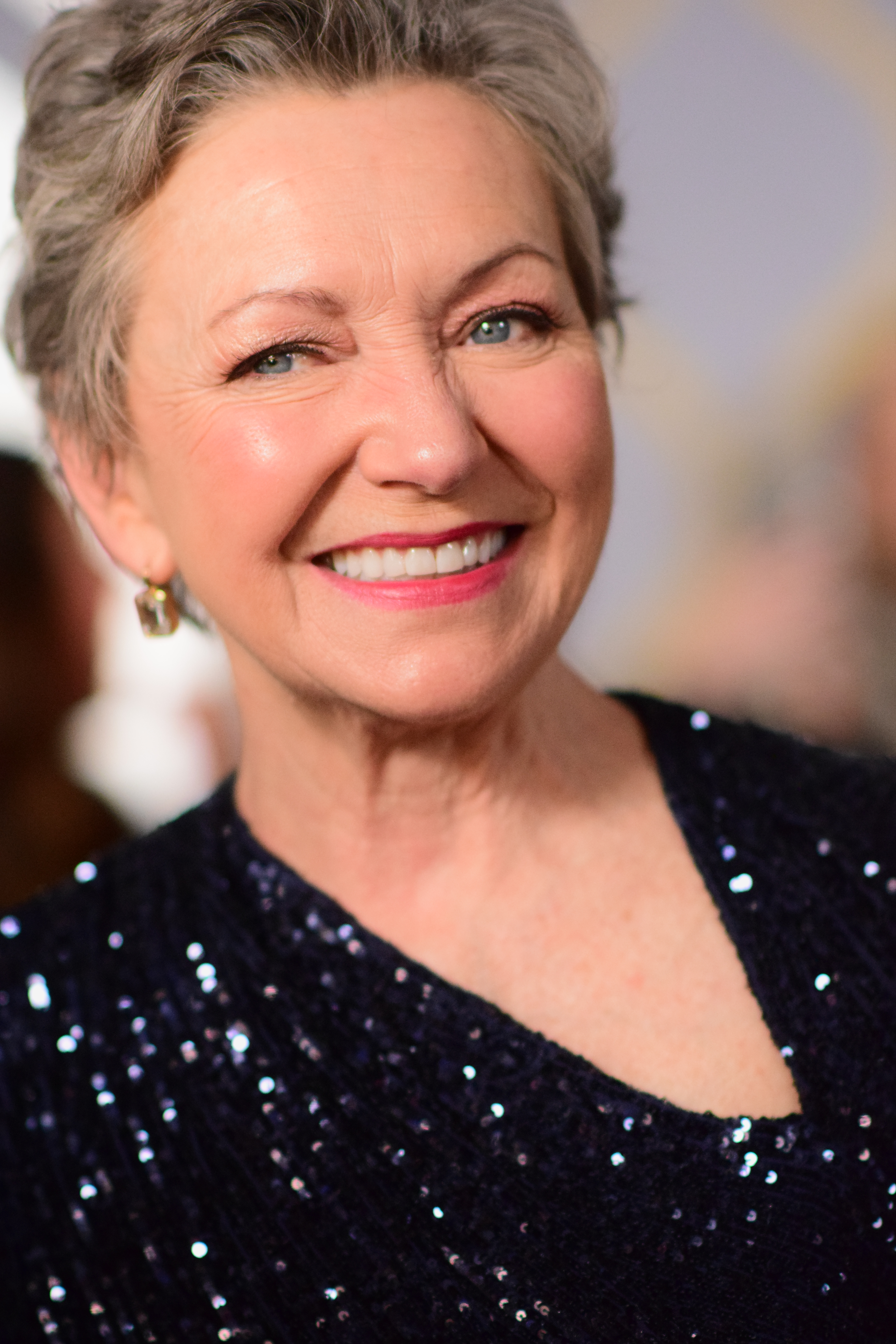
Julie White dans le rôle de Mavis Preecher

### Acteurs récurrents
- Juliana Canfield : Talia Thompson
- Tavi Gevinson (VF : Nina Broniszewski-Madre) : Cora
- Dominic Burgess (VF : Michael Aragones) : Hamish Moss
- Debra Monk (VF : Blanche Ravalec) : Virginia Harding
- Reed Birney (VF : Gérard Darier) : Dexter Harding Sr.
- Billie Lourd (VF : Dorothée Pousséo) : Ashley
- Leslie Grossman (VF : Julie Turin) : Ashleigh
- Taylor Richardson (VF : Elise Vigné) : Babette Eno
- Ashlie Atkinson (en) (VF : Anne-Bérengère Pelluau) : Susan Pratt, la fan d'Anna

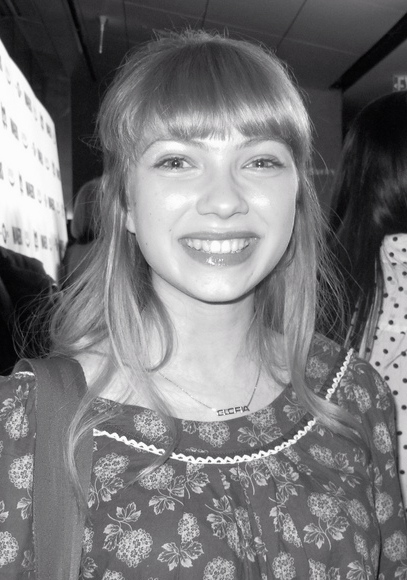
Tavi Gevinson dans le rôle de Cora
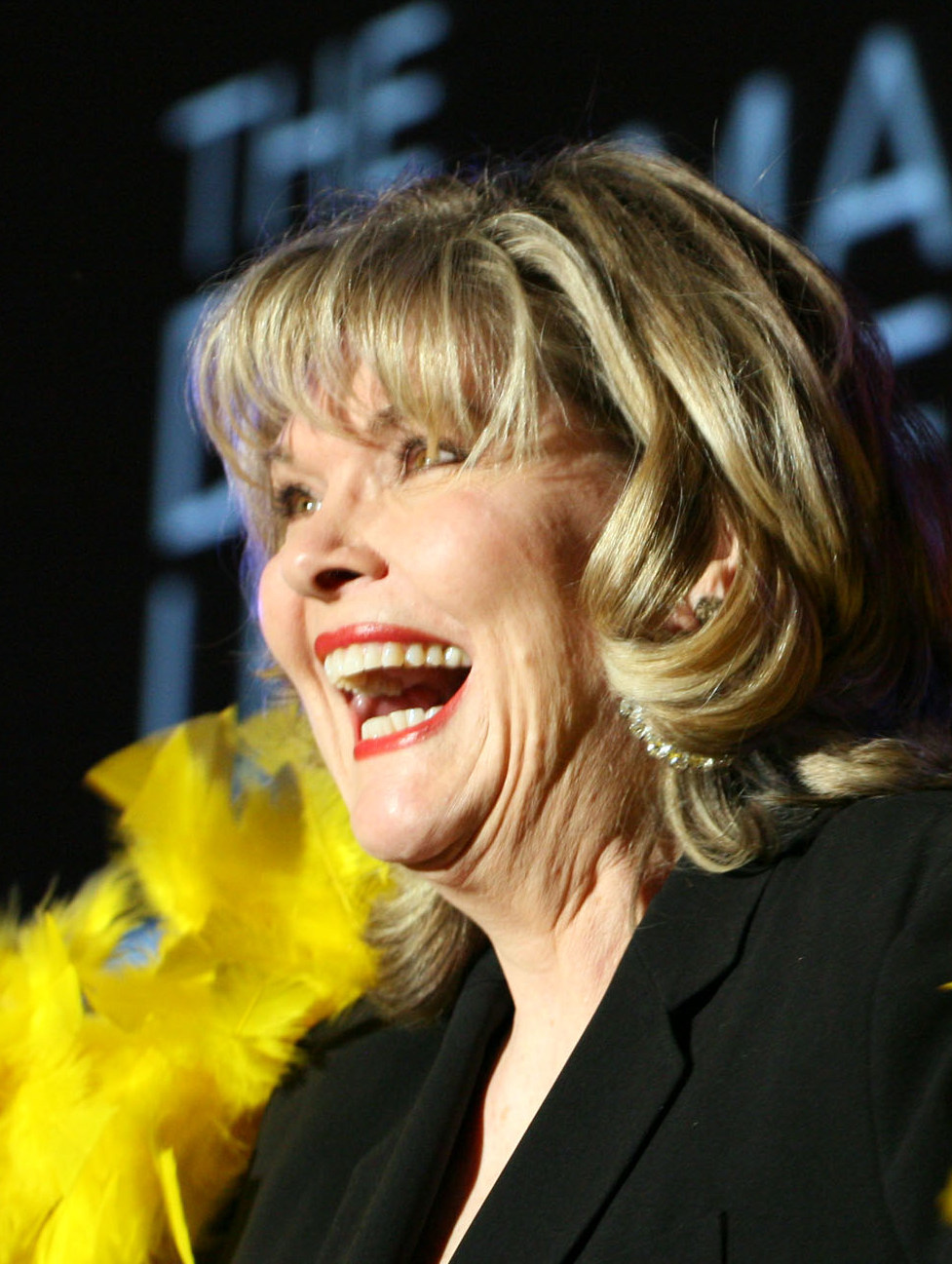
Debra Monk dans le rôle de Virginia Harding
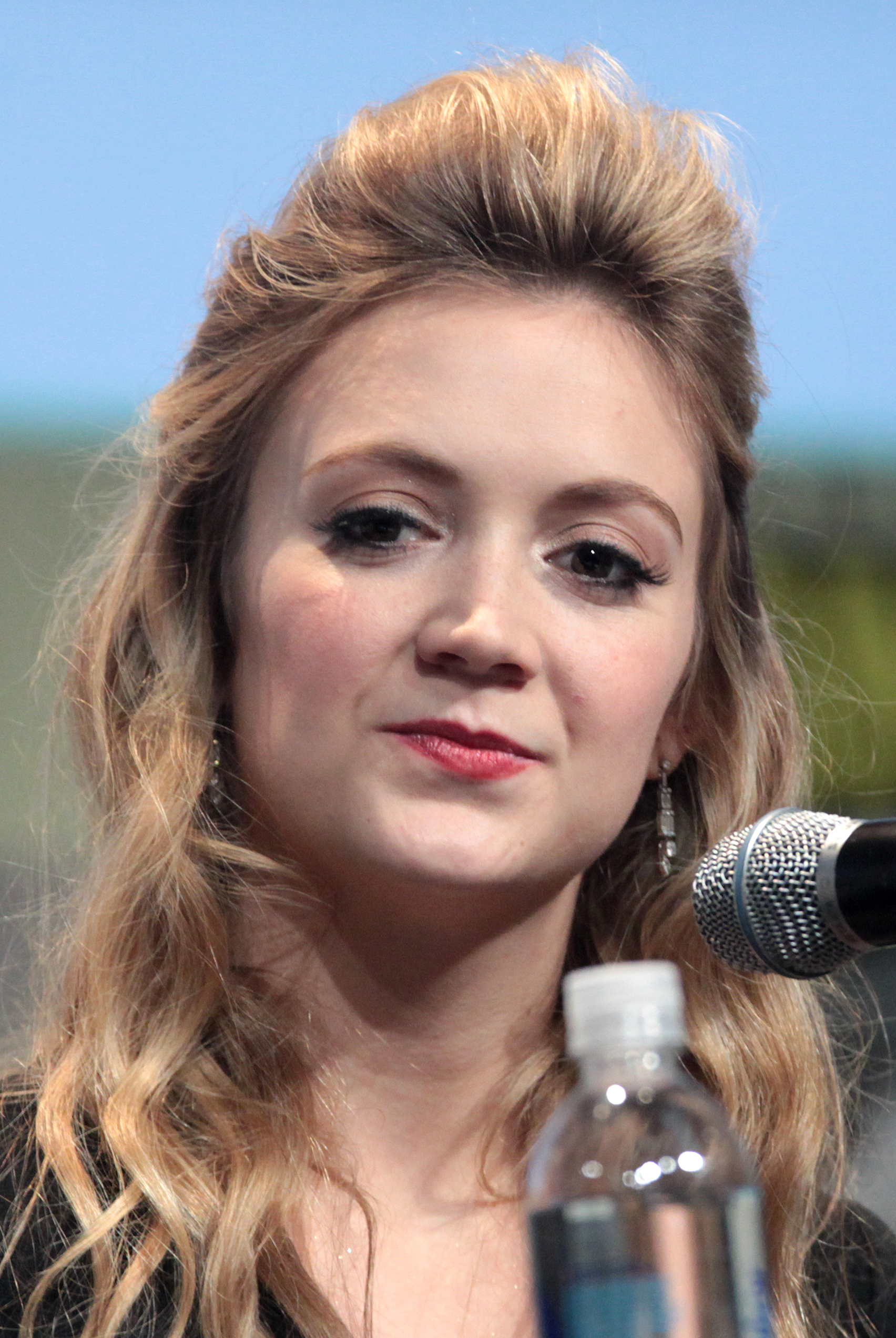
Billie Lourd dans le rôle d'Ashley
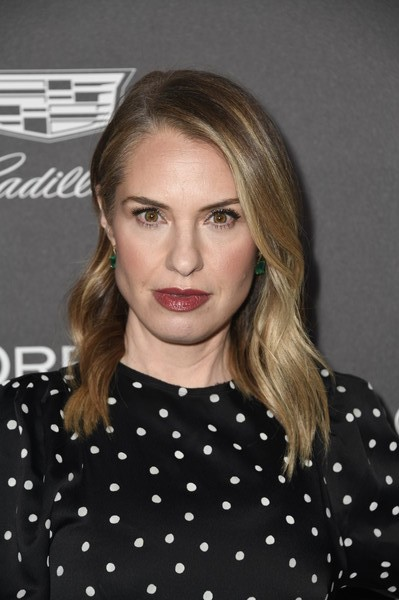
Leslie Grossman dans le rôle d'Ashleigh

### Invités
- Andy Cohen : lui-même (épisode 1)
- Zo Tipp : Theo Thompson (épisodes 1, 6 et 7)
- Sinorice Moss (en) : le détective no 2 (épisode 2)
- Ryan Spahn (VF : Alessandro Gazzara) : Derek (épisodes 2, 4 et 5)
- Sarah Elizabeth Hewitt : la pharmacienne (épisode 3)
- Sophie von Haselberg : Marie Ire (épisode 4)
- Erin Murray (VF : Laura Ollandini) : Élisabeth Ire (épisode 4)
- Liz Leimkuhler (VF : Delphine Saley) : Mme Preecher, jeune (épisode 5)
- David Ilku : Karl Lagerfeld (épisode 5)
- Pascal Yen-Pfister : Yves Saint Laurent (épisode 5)
- Jenny Allen : la femme aux funérailles (épisode 6)
- Carter Hudson : Ned Alcott (épisode 6)
- Grace Gummer (VF : Christèle Billault) : Margaret Alcott (épisodes 6 et 8)
- Janel Coloski : Cristin (épisode 7)
- Josephine Cardin-Vargo : Paula (épisode 7)
- Katie Kuang : la bijoutière (épisode 7)
- Rachel Coppola : la femme enveloppée (épisode 7)
- Gaby Slape : Mia Farrow (épisode 8)
- Tom O'Keefe : Frank Sinatra (épisode 8)
- Seamus Mulcahy : Roman Polanski (épisode 8)
- Claire Dejean : Sharon Tate (épisode 8)
- Allison Guinn : la femme en pleurs (épisode 9)

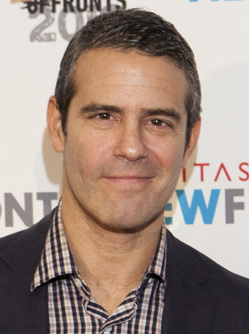
Andy Cohen dans son propre rôle
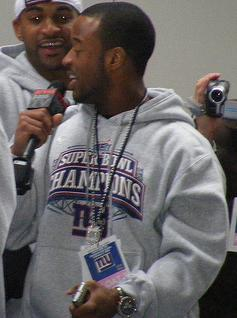
Sinorice Moss (en) dans le rôle du détective n°2
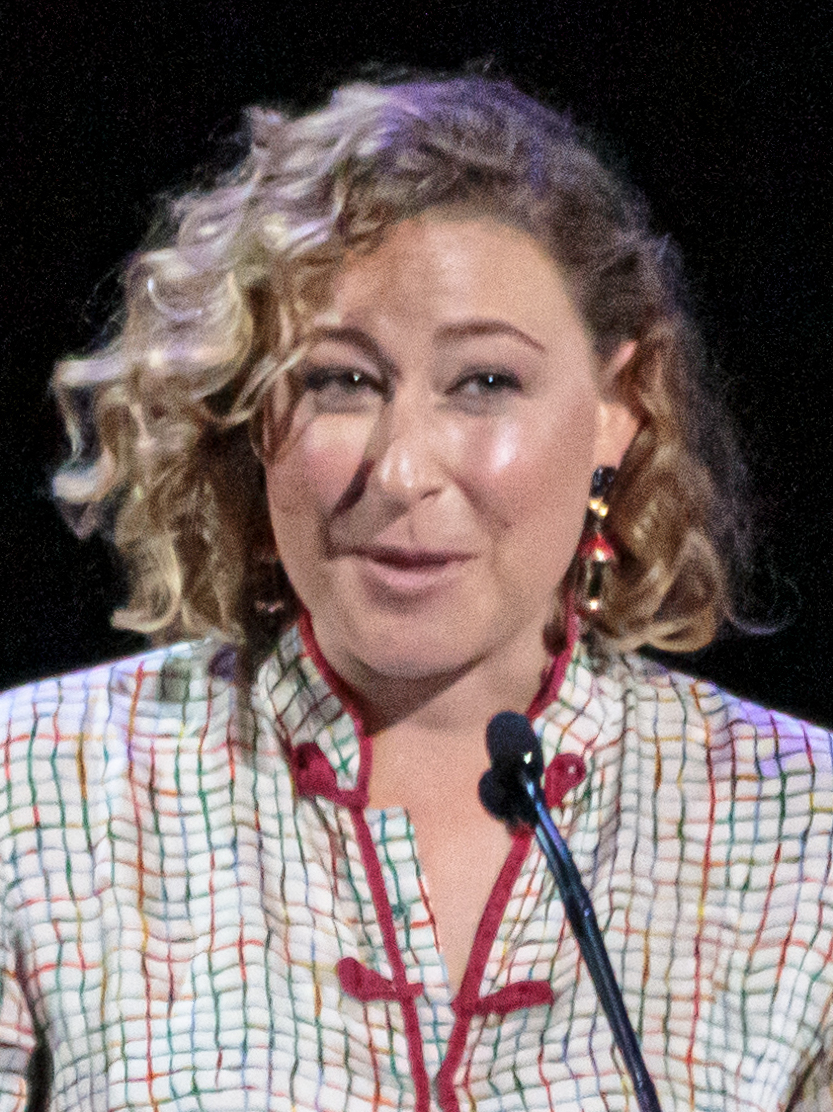
Sophie von Haselberg dans le rôle de Marie Ire

### Invités spéciaux
- Zachary Quinto : le présentateur des Gotham Awards (lui-même) (épisode 2 - non crédité)
- Taylor Schilling : l'hôte des Golden Globes (elle-même) (épisode 5 - non créditée)
- Hamish Linklater : l'hôte des Oscars (lui-même) (épisode 8 - non crédité)

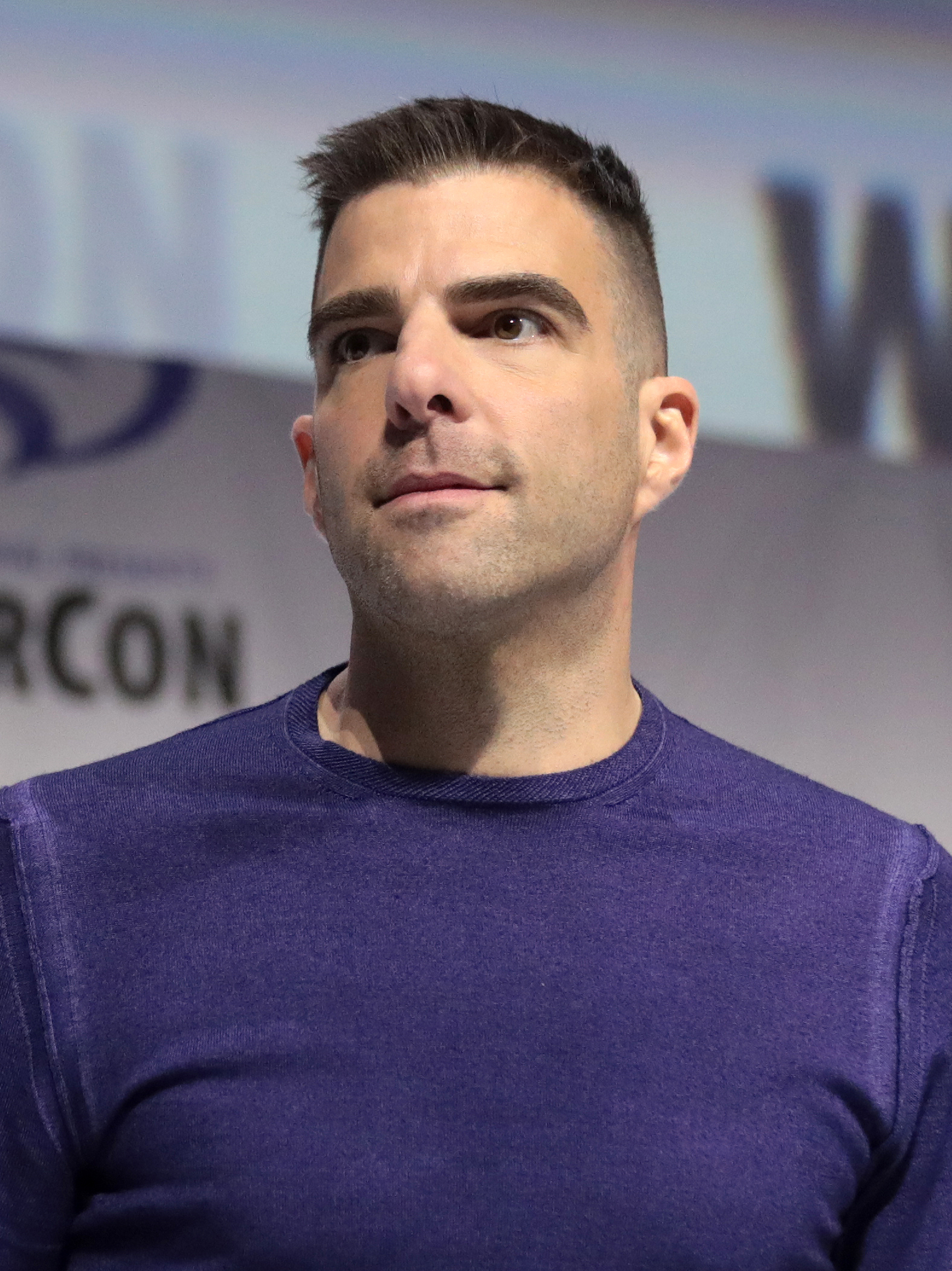
Zachary Quinto dans le rôle du présentateur des Gotham Awards
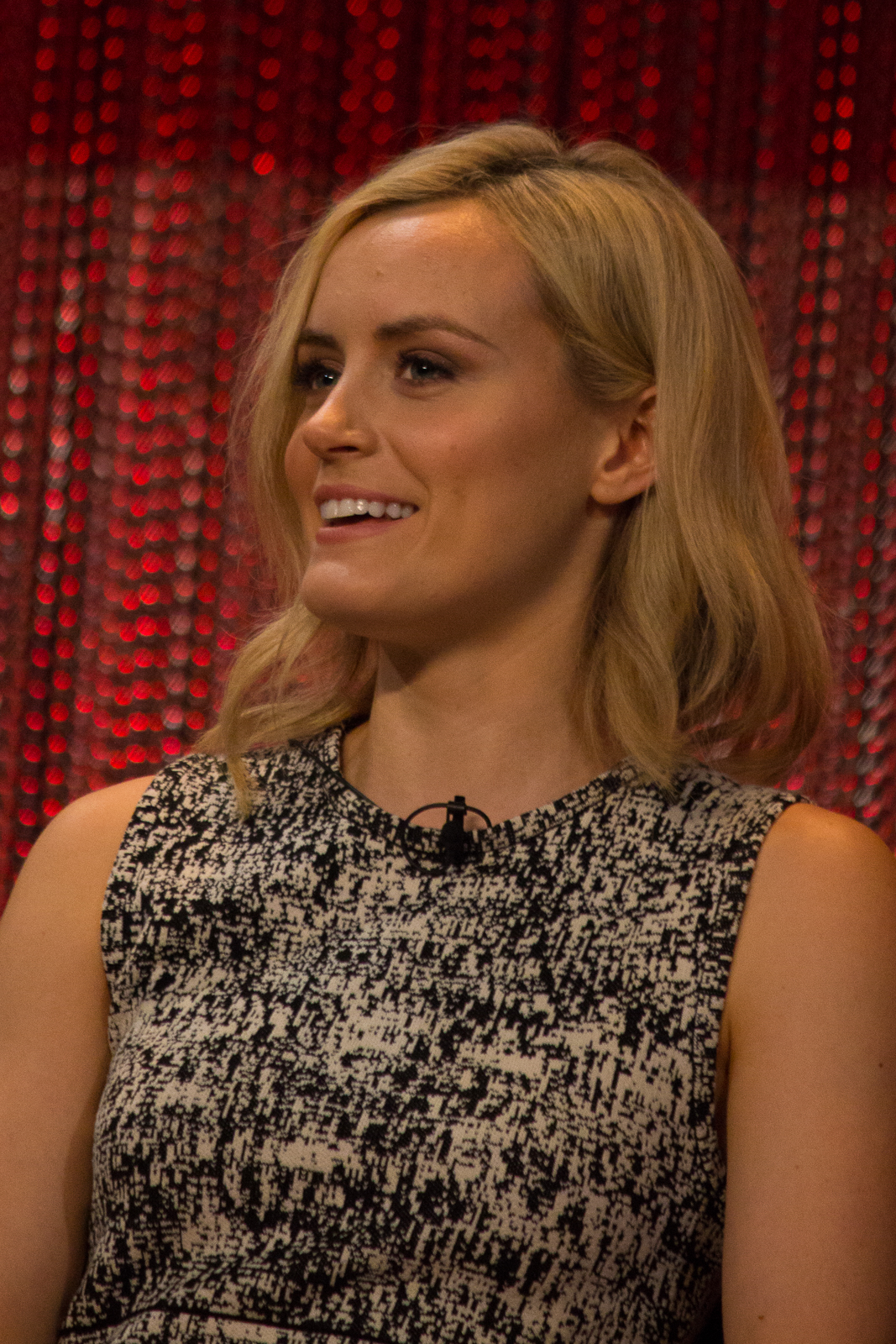
Taylor Schilling dans le rôle de l'hôte des Golden Globes
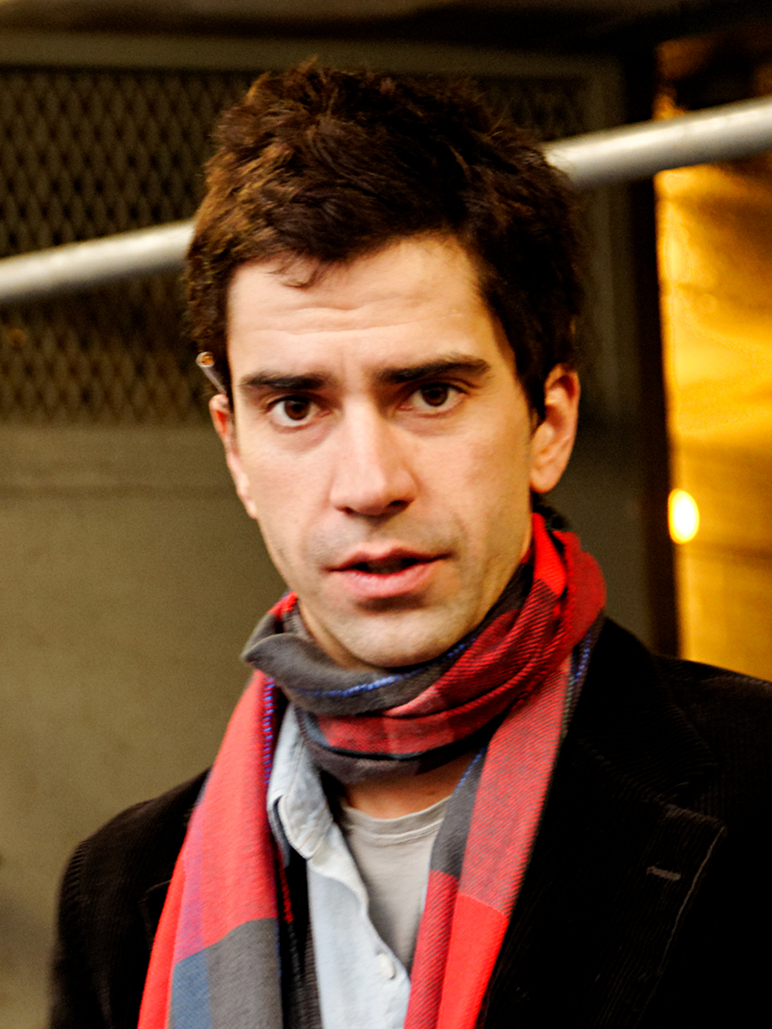
Hamish Linklater dans le rôle de l'hôte des Oscars

- Version française :
  - Studio de doublage : Dubbing Brothers
  - Direction artistique : Mélody Dubos
  -  Source et légende : version française (VF) sur RS Doublage[1]

## Développement

### Conception
En janvier 2020, la chaine FX a annoncé le renouvellement de la douzième saison, en même temps que la treizième saison.
En avril 2023, il est annoncé qu'Halley Feiffer est chargée de l'écriture de tous les épisodes, une première dans la série, mais également qu'elle prend la place de Ryan Murphy en tant que showrunner,,.
La saison est basée sur le livre de Danielle Valentine Delicate Condition, ce qui en fait la première saison de l'histoire de la série à s'inspirer d'une source déjà existante. Murphy a décrit la saison comme « ambitieuse et différente de tout ce que [la série a] pu faire » et le personnage de Kim Kardashian comme « amusant, élégant et finalement terrifiant ». L'implication de Kardashian dans la série constitue sa première participation à une série scénarisée et était planifiée par elle et Murphy depuis 2022, après que ce dernier ait été impressionnée par son travail en tant qu'animatrice dans un épisode d'octobre 2021 de Saturday Night Live.
En raison de la grève SAG-AFTRA 2023, la diffusion de la saison est coupée en deux : la première partie, constituée de cinq épisodes déjà tournés avant la grève, a lieu à partir du 20 septembre 2023.

### Distribution des rôles
En mars 2023, l'actrice Lily Rabe a déclaré qu'elle pourrait revenir dans la prochaine saison lors d'une interview.
Le 8 avril, Matt Czuchry est annoncé à la distribution de la saison. Le 10 avril, une vidéo postée par Ryan Murphy annonce qu’Emma Roberts et Kim Kardashian rejoignent également le casting principal.
Alors que le tournage débute le 23 avril, les premières photos indiquent la présence de Cara Delevingne au sein du casting. Quelques jours plus tard, Mj Rodriguez intègre à son tour la distribution,, tandis qu'Annabelle Dexter-Jones est confirmée au casting dans la même semaine,.
L'actrice Odessa A'zion est quant à elle annoncée au casting dans un article de Variety le 1er mai. À la fin du mois, Billie Lourd et Demi Moore rejoignent à leur tour la distribution.
En juin, des photos de tournage annoncent la présence de Julie White et Debra Monk dans la distribution. Zachary Quinto confirme également sa participation dans un petit rôle.
Le 25 juin, l'acteur Denis O'Hare est annoncé au casting.
Le 19 août, Leslie Grossman rejoint la distribution. Il est également dit que son personnage ainsi que celui de Billie Lourd auront des liens avec le personnage de Kim Kardashian.
La bande annonce de la saison, diffusée le 6 septembre, confirme la présence de Dominic Burgess et Juliana Canfield au casting. Plus tard dans le mois, un autre teaser confirme la présence de Taylor Richardson, tandis qu'une série d'affiches de personnages annonce quant à elle la présence de Maaz Ali.
Fin novembre, l'actrice Tommy Dorfman rejoint la distribution après avoir été aperçue sur le tournage.

### Tournage
Le tournage débute le 23 avril 2023 à New York, sous le titre de travail Hamptons. Il a notamment lieu dans les quartiers de Brooklyn, Manhattan et du Queens, dans lequel se trouvent les Silvercup Studios et où certaines scènes ont également été tournées. Plusieurs rues sont utilisées comme décors, notamment la East 30th Street, entre 1st Avenue et 2nd Avenue, mais également les 30th Street et 3rd Avenue, la Madison Avenue entre 90th Street et 91st Street, et enfin la 52nd Street de Manhattan. Certaines scènes sont aussi tournées à Long Island. L'équipe de tournage s'est également déplacée en Californie, à Los Angeles, pour les besoins de certaines scènes.
Le 4 mai, soit trois jours après le début de la Grève de la Writers Guild of America de 2023, certaines rumeurs ont affirmé que la production de la saison était en pause. Cependant, Deadline Hollywood a rapporté que le tournage de la douzième saison était toujours d'actualité. Le 10 mai, la production ainsi que le tournage de la saison sont interrompus en raison de la grève.
Le tournage reprend au début du mois de juin, mais au cours du mois de juillet, il est à nouveau stoppé en raison de la grève SAG-AFTRA 2023.
Alors que les grèves de la Writers Guild of America et de la Sag-Aftra se terminent respectivement le 27 septembre et le 9 novembre 2023, la reprise du tournage de la saison a lieu le 27 novembre, à New York. Des scènes sont notamment tournées à l’United Palace (en) afin de reproduire une cérémonie des Oscars.

### Promotion
Le 10 avril 2023, Ryan Murphy publie le premier teaser de la saison, accompagné du titre de cette dernière : American Horror Story: Delicate.
Le 20 juillet, un premier teaser de promotion mettant en vedette Emma Roberts, Cara Delevingne et Kim Kardashian est posté sur les réseaux sociaux. Décrit comme « sinistre » par la presse, il met en scène des femmes aux cheveux blancs réalisant une chorégraphie en cercle ainsi que des images de maternité, avec une version modifiée de la comptine anglaise Rock-a-bye Baby en guise d'accompagnement musical,. Kyle Denis, de chez Billboard, a souligné que Rosemary's Baby (1968) pourrait constituer une source d'inspiration possible pour la saison.
Le 15 août 2023, une série d’affiches mettant en scène ces trois mêmes actrices est dévoilée, précisant par ailleurs que la saison sera divisée en deux parties. La première partie, constituée de cinq épisodes, sera diffusée à partir du 20 septembre suivant. Le 21 août, un deuxième teaser incluant cette fois-ci Matt Czuchry, en plus des trois actrices, est diffusé. Le 25 août, un troisième teaser quasiment similaire aux deux premiers est diffusé. Il est suivi par la publication d'une nouvelle affiche mettant en vedette Kim Kardashian.
Le 2 septembre, la chaîne FX publie sur les réseaux sociaux une bande annonce présentant ses prochaines sorties, permettant d'apercevoir les premières images de la saison. La bande annonce officielle est, quant à elle, diffusée quatre jours plus tard, le 6 septembre,. Plusieurs teasers reprenant les mêmes images sont diffusés les jours suivants, jusqu'à la sortie du premier épisode.
Le 19 septembre, une série d'affiches mettant en scène Emma Roberts, Kim Kardashian, Cara Delevingne, Matt Czuchry, Michaela Jaé Rodriguez, Annabelle Dexter-Jones, Juliana Canfield et Maaz Ali est publiée sur les réseaux sociaux.
Le 9 février 2024, un teaser promotionnel est posté sur les réseaux sociaux par la chaîne FX, annonçant que la partie 2 de la saison sera diffusée à partir du 3 avril 2024. La bande annonce de cette deuxième partie est diffusée le 20 mars. 

## Épisodes
1. Augmenter la souffrance (Multiply Thy Pain)
2. Dors, mon beau bébé (Rockabye)
3. Point de non-retour (When The Bough Breaks)
4. Le jumeau disparu (Vanishing Twin)
5. Mme preecher (Preech)
6. Vernissage (Opening Night)
7. Ave Hestia (Ave Hestia)
8. Le petit homme en or (Little Gold Man)
9. L'auteure (The Auteur)

### Épisode 1:Augmenter la souffrance
- États-Unis /  Canada : 20 septembre 2023 sur FX / FX Canada
- France : 22 septembre 2023 sur Canal+ Séries (en VOSTFr)

- Andy Cohen : lui-même
- Zo Tipp : Theo
- Barry Anderson : l'anesthésiste
- Anisa Benitez : l'infirmière
- Ari Barkan : Paparazzi 1
- Adan Olmeda : Paparazzi 2
- Kareem Fathalla : Paparazzi 3

Au milieu de la nuit, Anna (Emma Roberts) est surprise par une mystérieuse femme encapuchonnée, qui, par peur, s'empresse de la chasser de l'appartement. Alors qu'elle contacte la police, elle trouve la photo de son embryon, déchirée, avant de remarquer des traces de sang, synonymes de fausse couche. 
Une semaine plus tôt :
Anna reçoit un appel de son mari, Dexter (Matt Czuchry), rentré en urgence d'un déplacement professionnel et qui l'attend à la clinique de fertilité afin de procéder à l'extraction d'ovules (une étape de la fécondation in vitro). En sortant de son immeuble, elle remarque une femme en train d'observer un nid d'oiseau avec un œuf fécondé cassé à l'intérieur. Une fois arrivée à la clinique, elle retrouve Dexter et se prépare à subir l'opération. À son réveil, son médecin, le Dr Andrew Hill (Denis O'Hare) lui annonce que tout s'est bien passé et lui prescrit des hormones réfrigérées pour la prochaine étape. En attendant dans le hall, une femme répondant au nom de Mme. Preecher (Julie White), semble reconnaître Anna, mais pas pour ses talents d'actrice, avant de la prendre discrètement en photo. En sortant, elle remarque la présence de la femme ayant observé le nid d'oiseau, ce que Dexter minimise.
Quelques jours après, Anna retrouve son agent et meilleure amie, Siobhan Corbyn (Kim Kardashian), qui lui fait part d'une invitation à un talk show, prévu le même jour que son éventuel transfert d'embryon. Plus tard, les deux femmes discutent de leurs difficultés liées aux FIV, Siobhan ayant subies plusieurs tentatives dans le passé. 
Lors d'une promenade, Anna évoque la première femme de Dexter, Adeline, décédée dans un tragique accident, le rendant mélancolique. De retour à l'appartement, ils découvrent que les médicaments d'Anna ont été laissés sur le comptoir, mais cette dernière insiste sur le fait qu'elle les avait laissés au réfrigérateur. Le soir, ils se rendent à un dîner où ils retrouvent leurs amies Talia (Juliana Canfield) et Theo. Talia, qui était la meilleure amie d'Adeline, note la similitude frappante entre l'artiste rencontrée lors du déplacement de Dexter et sa défunte épouse, ce qui le rend mal à l'aise. Anna s'isole aux toilettes et passe un appel avec Siobhan, avant d'être rejointe par Talia, qui lui fait part de son dégout des enfants ainsi que des couples désireux de devenir parents. Les deux femmes quittent la pièce, mais Anna remarque des chaussures distinctives à l'intérieur d'une des cabines. Quelques instants plus tard, le Dr Hill annonce une bonne nouvelle au couple et décale le rendez-vous en raison de l'emploi du temps d'Anna. Dans la nuit, alors que Dexter est endormi, Anna effectue des recherches sur Adeline, avant de trouver des insultes et des menaces à son égard. Elle décide finalement de vérifier son rendez-vous sur son téléphone, mais celui-ci est déplacé soudainement, et décide de réinitialiser le mot de passe du compte, pensant qu'elle a été piratée.
Le lendemain matin, Anna appelle la clinique pour reporter son rendez-vous et retrouve Siobhan avant de participer au talk show d'Andy Cohen. Au cours de l'émission, elle aperçoit Preecher dans le public, avant que celle-ci ne disparaisse. Dans le taxi qui la ramène chez elle, Anna recherche l'utilisateur l'ayant insultée sur internet, avant de trouver des photos et de faire la rapprochement avec le comportement de Preecher à la clinique. Une fois arrivée à son appartement, elle retrouve le post-it censé rappeler le rendez-vous déchiré. Paniquée, elle contacte Dexter, qui se trouve à la soirée d'ouverture de son exposition d'art, et décide de le rejoindre. Une fois sur les lieux, elle est attirée par une œuvre de l'artiste Sonia Shawcross (Annabelle Dexter-Jones), et remarque par la même occasion qu'elle porte les mêmes chaussures qu'elle avait aperçues aux toilettes du restaurant. 

### Épisode 2:Dors, mon beau bébé
- États-Unis /  Canada : 27 septembre 2023 sur FX / FX Canada
- France : 29 septembre 2023 sur Canal+ Séries (en VOSTFr)

- Zachary Quinto : le présentateur des Gotham Awards
- Ryan Spahn : Derek
- Tommy Nohilly : détective no 1
- Sinorice Moss (en) : détective no 2
- Tim Venable : Dr Sapirstein
- Carmen Borla : la prof de yoga
- Brady Hales : le paparazzi
- Tony Von Halle : l'infirmier

Alors que la police examine les images de vidéosurveillance du bâtiment avec Anna et Dex, ils ne trouvent aucune explication aux évènements survenus au cours de la nuit. Le lendemain matin, Anna se rend au bureau de Siobhan et est accueillie par tous les membres de l'agence célébrant sa nomination pour un Gotham Award. Siobhan lui fait cependant remarquer qu'elle n'a pas l'air reconnaissante du travail qu'effectue son équipe pour lui donner de la visibilité, et lui préconise également de prendre des vitamines B12.
Se sentant malade, Anna rejette les vitamines et appelle la clinique de fertilité, où elle tombe sur Cora. Elle tente de lui demander des informations supplémentaires sur Preecher, mais elle transfère l'appel au Dr Hill, qui la rassure quant à ses vomissements, et lui indique également d'attendre deux semaines avant d'effectuer un test de grossesse. Dans la soirée, en préparant le dîner, Anna remarque un commentaire de Preecher sur sa récente publication Instagram. En effectuant des recherches, elle découvre qu'elle est une théoricienne du complot et qu'elle a publié la photo d'Anna à la clinique sur les réseaux sociaux. Dex arrive et lui propose qu'elle fasse le test de grossesse, et elle constate que cela ne fait pas encore deux semaines. Il montre le calendrier à proximité, qui comporte plusieurs jours barrés, sans qu'Anna ne s'en soit aperçue. Le test s'avère positif et l'échographie effectuée le lendemain par le Dr Hill confirme qu'Anna est enceinte.
Avant la cérémonie des Gotham Awards, Siobhan rend visite à Anna et lui apporte des cadeaux, notamment la robe que Madonna a portée pour les Oscars de 1991. En se dirigeant vers le miroir, toujours emprunt du message marqué au rouge à lèvre, les deux femmes se mettent à chanter et danser, mais ce dernier se brise tout à coup, sans raison apparente. 
Sur le tapis rouge des Gotham Awards, Anna attire rapidement l'attention, mais elle est éclipsée par Babette Eno (Taylor Richardson), une autre actrice nommée dans la même catégorie. Lors du dîner de remise des prix, le réalisateur du film dans lequel figure Anna, Hamish Moss (Dominic Burgess), insinue que Siobhan lui a parlé du fait qu'Anna se sentait suivie, ce qu'elle réfute immédiatement en affirmant qu'elle ne le connaît pas. Face à la situation, Anna préfère s'isoler aux toilettes, où elle est abordée par une fan, qui lui pose un tas de questions. Se sentant à nouveau prise de vomissements, la fan porte son aide à l'actrice, mais Anna la rejette violemment, la faisant se cogner contre les robinets. Inconsciente, elle s'étale sur le sol, dans une marre de sang. Tout à coup, un assistant de production l'appelle de l'extérieur car les nominations de sa catégorie vont être annoncées. Anna remporte finalement le prix, mais au moment de donner son discours, elle est prise d'hallucinations, et aperçoit Preecher dans le public ainsi que Dex en train d'embrasser Sonia et Adeline, avant de vomir une étrange substance semblable à du sang et de s'évanouir. Elle se réveille finalement entourée d'infirmiers aux toilettes, tandis que le corps de la fan a disparu.
Réconfortée par Siobhan, Anna est nerveuse quant à la façon dont l'incident sera diffusé dans les médias. Siobhan lui suggère plutôt une stratégie consistant à minimiser l'incident et à éviter toute personne qui pose des questions à ce sujet. Face à la situation, Dex et Anna préfèrent s'isoler dans la maison secondaire de Talia, dans les Hamptons. Sur place, Talia leur présente Kamal (Maaz Ali), leur garde du corps. Les soupçons d'Anna quant aux motivations de Talia pour les aider s'intensifient lorsqu'elle trouve une photo de Dex, Adeline, Talia et Theo cachée dans un tiroir à couverts. Incapable de dormir cette nuit-là, Anna entend du bruit semblant provenir du sous-sol. Elle décide de descendre et trouve Kamal, qui inspecte les lieux, mais qui ne trouve rien. 

### Épisode 3:Point de non-retour
- États-Unis /  Canada : 4 octobre 2023 sur FX / FX Canada
- France : 6 octobre 2023 sur Canal+ Séries (en VOSTFr)

- Sarah Elizabeth Hewitt : la pharmacienne

En rentrant de l'hôpital, Anna et Dex, encore sous l'émotion de la fausse couche de cette dernière, se disputent après qu'Anna lui ait proposé de refaire une tentative de FIV malgré ses inquiétudes. Anna ordonne à Kamal d'arrêter la voiture et décide de partir seule dans les bois. Alors qu'elle erre hors des sentiers, elle aperçoit un feu de camp ainsi que Preecher, assise sur un arbre, et lui annonçant qu'elle la cherchait. Par peur, Anna s'enfuit et retrouve Dex à la maison, ne se rendant pas compte de la durée de son absence. Kamal arrive à son tour, soulagé de voir qu'Anna est saine est sauve. Le trio retourne finalement dans la forêt, à l'endroit où Anna a aperçu Preecher, mais ils ne trouvent rien, pas même les cendres du feu de camp.
Le lendemain matin, Anna est réveillée par la voix d'une femme en train de chanter. Elle se rend à la cuisine, où elle trouve Nicolette (Michaela Jaé Rodriguez), la gérante de la maison de Talia, en train de tirer son lait maternel. Les deux femmes font rapidement connaissance, avant qu'Anna n'aperçoive un panier garni offert par Hamish sur le comptoir. Furieuse, elle apporte le panier à Dex, qui lui affirme qu'il n'a donné l'adresse à personne, tandis qu'Anna affirme la même chose à l'encontre de Siobhan. Dex propose à Anna d'appeler Siobhan pour qu'elles passent un moment ensemble. Au même moment, Anna reçoit un appel de son amie, qui apparaît tout à coup derrière elle. Anna est habillée différemment et les deux femmes découvrent que le panier garni a été entièrement consommé par Anna, cette dernière ne se rendant pas compte que plusieurs heures ont passé depuis son appel avec Siobhan.
Plus tard, en se promenant au bord de la plage et surveillées par Kamal, Anna confie à Siobhan qu'elle pense que personne dans son entourage ne la croit sur ce qu'elle vit, et pense également que Dex la trompe avec Sonia. Siobhan tente de la rassurer et lui annonce par la même occasion qu'elle a réussi à lui décrocher une interview avec Vogue. Sur ces mots, Siobhan reçoit un appel et quitte Anna, tandis que cette dernière continue son chemin. En marchant, elle trouve une poupée, du même modèle que celle qu'elle avait signée dans le bureau de Siobhan, avec cette fois des clous plantés au niveau du ventre. Inquiète, elle demande à Kamal de rentrer. Derrière eux, deux femmes vêtues en noir de la tête aux pieds et tenant des chèvres enchaînées les observent à distance.
De retour à la maison, Anna s'isole au sous-sol, où elle fouille dans les affaires de Talia à l'époque où elle était enfant. Elle s'endort finalement après avoir bu une bouteille de vin. À son réveil, la plupart des affaires ont disparu. Elle trouve à la place une porte dissimulée dans un mur, d'où proviennent des murmures. Elle décide d'ouvrir la porte et de s'aventurer dans le couloir. Elle suit le chemin jusqu'à arriver dans une pièce remplie de bougies et renfermant des dizaines de bocaux contenant des restes de nouveau-nés. En continuant d'explorer les lieux, elle tombe sur une salle où se trouvent une table d'accouchement ainsi que des messages satanistes sur les murs. Face à cela, elle décide de s'enfuir, mais elle est capturée par les femmes habillées en noir, qui l'attachent à la table d'accouchement, avant de l'endormir et de lui injecter une substance inconnue.
Anna se réveille au sous-sol et monte rapidement retrouver Dex pour lui affirmer qu'elle a senti le bébé bouger, mais il ne la croit pas, ce dernier trouvant la situation de plus en plus improbable. Le lendemain matin, elle décide d'appeler Dr. Hill et lui demande s'il est possible qu'il se soit trompé sur son diagnostic, ce qu'il réfute. Il lui affirme cependant que les hallucinations dont elle est victime sont liées au traumatisme causé par la fausse couche. Elle prend un moment pour se recentrer et est rejointe par Nicolette, qui remarque qu'Anna saigne de la bouche. En effectuant des recherches, elle découvre que le saignement des gencives peut être l'un des signes de la grossesse. 
Dans la journée, Anna se rend dans une pharmacie, où elle est attirée par un ensemble pour bébés. Tout à coup, elle aperçoit les deux femmes vêtues en noir marcher dans le magasin. Son hallucination est interrompue par la vendeuse, et remarque par la même occasion que la nuit est tombée et qu'elle est la seule cliente encore présente. La vendeuse place ses mains sur le ventre d'Anna et sent également le bébé, rassurant Anna sur son état. 

### Épisode 4:Le jumeau disparu
- États-Unis /  Canada : 11 octobre 2023 sur FX / FX Canada
- France : 13 octobre 2023 sur Canal+ Séries (en VOSTFr)

- Sophie von Haselberg : Marie Ire
- Erin Murray : Élisabeth Ire
- Ryan Spahn : Derek
- Blair Sams : la sage-femme
- Danielle Alma : la première demoiselle d'honneur
- Lauriel Friedman : la seconde demoiselle d'honneur

### Épisode 5:Mme Preecher
- États-Unis /  Canada : 18 octobre 2023 sur FX / FX Canada
- France : 20 octobre 2023 sur Canal+ Séries (en VOSTFr)

- Taylor Schilling : l'hôte des Golden Globes
- Ryan Spahn : Derek
- Liz Leimkuhler : Mme. Preecher, jeune
- David Ilku : Karl Lagerfeld
- Pascal Yen-Pfister : Yves Saint Laurent
- Jade Cayne : l'assistante de Siobhan
- Harry Bouvy : Luther Feldman
- Carmen Borla : la prof de yoga
- Alix Curnow : infirmière 1
- Shavonna Banks : infirmière 2

### Épisode 6:Vernissage
- États-Unis /  Canada : 3 avril 2024 sur FX / FX Canada
- France : 5 avril 2024 sur Canal+ Séries (en VOSTFr)

- États-Unis : 243 000 téléspectateurs (première diffusion)

- Grace Gummer : Margaret Alcott
- Carter Hudson : Ned Alcott
- Zo Tipp : Theo
- Jenny Allen : la femme aux funérailles
- David Healy : le docteur

### Épisode 7:Ave Hestia
- États-Unis /  Canada : 10 avril 2024 sur FX / FX Canada
- France : 12 avril 2024 sur Canal+ Séries (en VOSTFr)

- États-Unis : 312 000 téléspectateurs (première diffusion)

- Janel Coloski : Cristin
- Josephine Cardin-Vargo : Paula
- Zo Tipp : Theo
- Katie Kuang : la bijoutière
- Rachel Coppola : la femme enveloppée
- Cricket Brown : la doublure de Sonia/Adeline
- Shanea Lattimore : la doublure de Talia

### Épisode 8:Le petit homme en or
- États-Unis /  Canada : 17 avril 2024 sur FX / FX Canada
- France : 19 avril 2024 sur Canal+ Séries (en VOSTFr)

- États-Unis : 158 000 téléspectateurs (première diffusion)

- Grace Gummer : Margaret Alcott
- Gaby Slape : Mia Farrow
- Tom O'Keefe : Frank Sinatra
- Seamus Mulcahy : Roman Polanski
- Claire Dejean : Sharon Tate
- Tim Webb : un fan
- Janell Sexton : l'infirmière
- Mallory Portnoy : l'infirmière enthousiaste
- Lauren Hines : vendeuse no 1
- Nhumi Threadgill : vendeuse no 2
- Nick Alexander : le vigile aux Oscars

### Épisode 9:L'auteure
- États-Unis /  Canada : 24 avril 2024 sur FX / FX Canada
- France : 26 avril 2024 sur Canal+ Séries (en VOSTFr)

- États-Unis : 232 000 téléspectateurs (première diffusion)

- Allison Guinn : la femme en pleurs